# Total Analysis System
Mit Total Analysis System wird ein Gerät beschrieben, das alle zu einer (chemischen) Analyse einer Substanz nötigen Schritte automatisiert durchführt. Das kann z. B. Probennahme, Transport, Filtration, Verdünnung, chemische Reaktionen, Trennung und Detektion und Auswertung beinhalten.
Besondere Bedeutung erlangt dieser Begriff im Zusammenhang mit µ-TAS, „micro Total Analysis System“ (Mikrototalanalysensystem). Dabei werden die Strukturen dieser Systeme auf Mikrometergröße geschrumpft. Ziel ist es, ein Analyse-Labor in Chip-Größe zu erreichen („lab-on-a-chip“). Ein solches wäre billig herzustellen, könnte noch andere Funktionen enthalten und benötigte nur eine winzige Menge der zu analysierenden Substanz.
Der Ausdruck µ-TAS wurde im Jahr 1990 von Wissenschaftlern der Ciba-Geigy AG (Basel) geprägt.